# Kee-zos-en
Dans la mythologie abénaquise, Kee-zos-en est le dieu du soleil.
C'est un aigle qui ouvre ces ailes pour qu'il fasse jour et qui les ferme pour qu'il fasse nuit.